# Guadalupe (Piauí)
Guadalupe is een gemeente in de Braziliaanse deelstaat Piauí. De gemeente telt 9.809 inwoners (schatting 2009).